# Elke Erb
Pour les articles homonymes, voir Erb.
Elke Erb, née le 18 février 1938 à Rheinbach (Rhénanie-du-Nord-Westphalie) et morte le 22 janvier 2024 à Berlin, est une autrice et poétesse allemande. Elle a également travaillé comme directrice littéraire et traductrice.

## Biographie

### Jeunesse
Elke Erb est née à Scherbach (qui fait aujourd'hui partie de Rheinbach) dans les collines au sud de Bonn en Rhénanie.
Ewald Erb (1903–1978), son père, travaille au bureau local des impôts après avoir perdu son poste universitaire d'historien littéraire marxiste à l'Université de Bonn en 1933, en raison d'«activités communistes». Sa mère Elisabeth est ouvrière agricole. Elke est l'aînée d'une sororie de trois filles, toutes nées à Scherbach entre 1938 et 1941, lorsque son père est enrôlé par la conscription. La plus jeune des trois sœurs est la poétesse Ute Erb (de).
Pendant ses années de conscriptions, Ewald Erb est accusé d'une forme de sédition (Wehrkraftzersetzung) et devient prisonnier de guerre. La famille ne sera réunie qu'en 1949 lorsqu'il s'organise pour que sa femme et ses filles puissent le rejoindre à Halle, dans la zone d'occupation soviétique. Arrivé directement là-bas en 1947 depuis un camp de prisonniers de guerre britannique, Ewald Erb travaille déjà à l'université de Halle depuis deux ans lorsque la famille est réunie. De la fin de la guerre jusqu'en 1947, sa famille croit qu'Ewald ne reviendra jamais et qu'il restera porté disparu pour toujours.
La vie à Halle est difficile pour la famille Erb. Ewald y loue un logement constitué d'une unique pièce et contenant pour tout mobilier un bureau et un lit. Sa femme s'installe avec lui mais les trois filles sont envoyées vivre dans un bâtiment de la Fondation Francke, récemment réaffecté en internat par le pouvoir soviétique. Elke est séparée de ses parents pendant les deux années qui suivent leur arrivée à Halle.

### Éducation
Elke Erb mène à bien sa scolarité, passant l'Abitur (examens finaux) en 1957. Elle passe ensuite une année comme ouvrière agricole en 1958/59 dans le cadre du projet d'amélioration des terres de la Jeunesse libre allemande ("Freie Deutsche Jugend" / FDJ) au sein d'un collectif agricole à Altmärkische Wische. Cette forme d '«année sabbatique», requise avant de se lancer dans l'enseignement supérieur, n'est pas inhabituelle en République démocratique allemande à cette époque. En effet, en 1949, la zone d'occupation soviétique d'après-guerre est rebaptisée "République Démocratique Allemande". Désormais occupée par le Groupement des forces armées soviétiques en Allemagne, les soviétiques y impriment leur idéologie.
Elke Erb suit ensuite, entre 1959 et 1963, un cursus de quatre ans à l'Université de Halle afin de devenir professeur d'allemand et de russe. Elle étudie la germanistique, la slavistique, l’histoire et la pédagogie. Elle obtient ses diplômes mais réalise que pour son avenir, une carrière dans l'enseignement serait cauchemardesque.

### Directrice littéraire
Après la fin de ses études, Elke Erb devient un temps bénévole puis directrice littéraire de Mitteldeutscher Verlag (de) entre 1963 et 1966,. Ce travaille lui permet d'entrer en contact avec des membres à succès de l'establishment littéraire est-allemand. Elle quitte son poste au bout de deux ans. Dans la seconde moitié de l'année 1965 et au début de 1966, elle est internée dans un hôpital psychiatrique,. Elle s'installe ensuite à Berlin et entreprend une carrière d'écrivain indépendant. Initialement, elle vit dans un appartement d'une pièce au dernier étage à Berlin-Hohenschönhausen. Outre le fait de travailler sur ses propres textes, elle écrit aussi des critiques pour des éditeurs sur des drames russes et sur des œuvres de fiction. Elle emménage ensuite dans un appartement partagé avec l'auteur-poète Adolf Endler dans le centre de Berlin. Ils se marient en 1968, année où les premiers poèmes d'Elke seront publiés,. Elke est à ce moment-là installée de façon permanente à Berlin.

### Écrivaine et traductrice
En 1969, Elke Erb entreprend un long voyage en Géorgie. Ses premières traductions majeures, parues en 1974, sont des textes de Marina Tsvetaeva,. Elle produit d'autres œuvres, de poésie, de prose courte et de texte procéduraux, ainsi que d'autres traductions, notamment des romans d'Oleg Iouriev (ru) et des poèmes d'Olga Martynova (en). Ses traductions en allemand sont principalement faites à partir de textes russes, mais Elke traduit aussi des textes anglais, italiens et géorgiens,. Elle travaille un moment comme rédactrice-compilatrice, notamment pour le Jahrbuch der Lyrik (de) annuel,.
Dans un entretien avec l’écrivain Christa Wolf, publié à la fin de son volume « Le fil de la patience », l’auteur se caractérise en 1978 comme un « risque » et mène à son approche littéraire expérimentale :
« Je suis en dehors de la forme. Et c’est une chance et un risque. L’humanité prend un risque avec moi, je prends un risque. »
Elke Erb devient, au fil des années, une sorte d'inspiratrice et de mentor pour le mouvement littéraire de Prenzlauer Berg. Sa proximité avec le mouvement indépendant pour la paix, son implication en 1981 avec une anthologie "non officielle" de poésie lyrique et ses protestations (avec d'autres) en 1983 contre la privation de citoyenneté du jeune activiste des droits civiques Roland Jahn (en) se combinent pour en faire une victime de la surveillance de la Stasi,. Elle fait face à une tentative, orchestrée par l'exécutif national, de l'exclure de l'Association des écrivains de l'Allemagne de l'est (de), sous la présidence d'Hermann Kant, et de restreindre ses privilèges de voyage, ce qui aurait sérieusement restreint sa capacité à gagner sa vie en écrivant. L'exclusion n’est cependant jamais appliquée par la succursale locale de Berlin.
En 1988 paraît son groupe lyrique « Kastanienallee », pour lequel elle reçoit le prix Peter Huchel 1988. Dans ce volume, elle élargit pour la première fois son écriture procédurale à une « forme de texte non hiérarchique, collectivement active" qui inclut les auto-commentaires et indique ses propres conditions de production. Dans le volume « Kastanienallee », pour la première fois dans la littérature de la RDA, des influences évidentes de la poésie concrète et du Wiener Gruppe (groupe de Vienne) se font sentir, notamment par Ernst Jandl et Friederike Mayröcker. En outre, les textes d’Elke Erb de cette époque sont très proches de l’avant-garde littéraire récente de Prenzlauer Berg (Bert Papenfuß, Stefan Döring, Imprimerie Galrev).
Immédiatement après 1989, Elke Erb est devenue une critique de la situation républicaine fédérale, des nouveaux médias, de la liquidation des entreprises de la RDA et des spéculations fiduciaires:
« D’où viendra un sens de la culture dans un pays qui n’a pas de culture ? Et que pense la Deutsche Bank ? Juste bon, je pense (avec plaisir de la poignée métaphorique :) qu’ils ne peuvent pas effacer le Mecklembourg (z.B.) s’il s’avère que le Mecklembourg ne rejette rien. »
Les livres d’Elke Erb sont publiés dans les petits éditeurs et magazines au-delà du courant dominant. Depuis 1998, elle a surtout publié chez Urs Engeler, spécialiste de la poésie, d’abord dans son édition Urs Engeler Editor, puis dans la série « roughbooks ». La revue la mer gelée a publié de nombreux poèmes de Elke Erb en traduction française (notamment par Françoise Lartillot, Alban Lefranc ou Aurélie Maurin), depuis 2005. Le numéro « Froid » (parution en mai 21, aux éditions Vanloo) propose une traduction et présentation d'une douzaine de poèmes,.
En plus de son écriture, elle a travaillé sur de nouvelles formes de lecture et de présentation de la littérature et s’est engagée pour des auteurs plus jeunes. Monika Rinck, Ulf Stolterfoht, Steffen Popp ou Christian Filips, avec qui elle a vécu en colocation à Berlin-Wedding à partir de 2006, ont développé de nouveaux formats de performance (tels que le format « questions budgétaires » pour le festival Prosanova 2011 à Hildesheim).
Le volume « Sonanz » publié en 2008 a fait l’objet d’une attention considérable. Des notates de 5 minutes », dans laquelle Elke Erb s’inscrit dans la tradition de l'écriture automatique, du surréalisme et la perpétue.
En mai 2012, Elke Erb a été nommé membre de l’Académie des Arts de Berlin. En 2017, un examen littéraire de son œuvre a été publié dans l’édition Text & Kritik. En 2018, elle a prononcé le « Discours de Berlin sur la poésie » intitulé « Le poème est ce qu’il fait ». En 2019, le président fédéral Frank-Walter Steinmeier lui a décerné la Croix fédérale du Mérite au motif que:
« Avec sa ténacité légendaire, sa plaisanterie linguistique et ses créations de mots originales, elle est aujourd’hui encore une source d’inspiration pour les jeunes poètes. Elke Erb, avec sa vaste œuvre, est l’une des plus importantes poètes contemporaines de langue allemande qui, dans un esprit expérimental, n’a cessé d’élargir l’éventail des formes.
Le prix Georg Büchner a été décerné à Elke Erb pour 2020. L’Académie allemande de la langue et de la poésie a justifié l’attribution du prix par le fait que l’auteur réussit comme personne d’autre à « réaliser la liberté et la wendité des pensées dans la langue en les défiant, en les assouplissant, en les précisant, voire en les corrigeant ». Pour l’héritier, « la poésie est une forme de connaissance politique et la plus vive ». Le prix lui a été décerné le 31 octobre 2020 à Darmstadt,.
Elke Erb est membre de l’Académie saxonne des Arts et vit aujourd’hui à Berlin et Wuischke dans la Oberlausitz.

### Vie privée
De 1968 et 1978, Elke Erb est mariée à l'auteur poète Adolf Endler. Ensemble, ils ont un fils, l’écrivain-musicien Konrad Endler, né en 1971.
Elle vivait à Berlin,,.

### Mort
Elke Erb meurt à Berlin le 22 janvier 2024 à l’âge de 85 ans.

## Publications

### Poèmes et prose
- Gutachten. Poesie und Prosa. Aufbau Verlag, Berlin, Weimar 1975
- Einer schreit: Nicht! Geschichten und Gedichte. Wagenbach, Berlin 1976
- Der Faden der Geduld. Aufbau Verlag, Berlin, Weimar 1978.
- Trost. Gedichte und Prosa. Deutsche Verlagsanstalt, Stuttgart 1982 (sélectionné par Sarah Kirsch)
- Vexierbild. Aufbau Verlag, Berlin, Weimar 1983.
- Kastanienallee. Texte und Kommentare. Aufbau Verlag, Berlin, Weimar 1987.
- Winkelzüge oder Nicht vermutete, aufschlußreiche Verhältnisse. (illustrations : Angela Hampel) Druckhaus Galrev, Berlin 1991
- Nachts, halb zwei, zu Hause. Texte aus drei Jahrzehnten. Reclam Leipzig, Leipzig 1991 (sélectionné par Brigitte Struzyk)
- Poets Corner 3: Elke Erb, Unabhängige Verlagsbuchhandlung Ackerstraße, Berlin 1991.
- Unschuld, du Licht meiner Augen. Gedichte, Steidl Verlag, Göttingen 1994
- Der wilde Forst, der tiefe Wald. Auskünfte in Prosa, Steidl Verlag, Göttingen 1995.
- Mensch sein, nicht. Gedichte und andere Tagebuchnotizen. Urs Engeler, Basel und Weil am Rhein 1998
- Leibhaftig lesen. Gedichte, Verlag Ulrich Keicher, Warmbronn 1999
- Sachverstand. Werkbuch, Gedichte, Urs Engeler Editor, Basel und Weil am Rhein 2000.
- Lust. 2 Gedichte. Verlag Ulrich Keicher, Warmbronn 2001.
- Parabel. Verlag Unartig 2002.
- die crux. Gedichte, Urs Engeler Editor, Basel und Weil am Rhein 2003.
- Gänsesommer. Gedichte, Urs Engeler Editor, Basel und Weil am Rhein 2005.
- Freunde hin, Freunde her. Gedichte (= Lyrikedition 2000). BUCH&media, Munich, 2005,  (ISBN 3-865-20154-7).
- Sonanz. 5-Minuten-Notate. Gedichte, Urs Engeler Editor, Basel und Weil am Rhein 2008.
- Wegerich. Wahn. Denn Wieso? Gedichte (aus Sonanz), Verlag Ulrich Keicher, Warmbronn 2008.
- Meins. Gedichte, roughbooks, Wuischke, Berlin und Holderbank 2010
- Elke Erb. (= Poesiealbum. 301). Märkischer Verlag Wilhelmshorst 2012,  (ISBN 978-3-943708-01-1).
- Das Hündle kam weiter auf drein. Gedichte, roughbooks, Berlin, Wuischke und Solothurn 2013.
- Sonnenklar. Gedichte, roughbooks, Berlin, Wuischke und Solothurn 2015.

Traductions françaises :
Hiver, nouvelle terre. Poèmes, texte allemand, traduction française et présentation par Françoise Lartillot, in la mer gelée FROID/KALT 2021, p. 77-111.
Pour Elke Erb, in la mer gelée MARS 2024, p. 53-101 (contient: "Elke Erb lectrice de Jean Arp", traduction et introduction de Françoise Lartillot; Logan February, "For Elke", trad. allemande par Christian Filips et française par Bernard Banoun; Christian Filips, "La césure veillée. Dialogue poétologique avec Elke Erb", trad. B. Banoun)
"Brèche", poèmes présentés et traduits de l’allemand par Stéphane Michaud, dans Po&sie, 2021/1-2 (N° 175-176), pages 173 à 183
Choix de poèmes, traduits par Françoise Toraille, poesibao.

### Ouvrages
- Kurzbiografie zu: Erb, Elke. In: Wer war wer in der DDR? 5. Ausgabe. Band 1. Ch. Links, Berlin 2010,  (ISBN 978-3-86153-561-4).
- Elke Erb. In: Steffen Popp (Hrsg.): Text + Kritik. Band 214. edition text + kritik, München 2017,  (ISBN 978-3-86916-571-4).

### Livre audio
- in: Dichtung des 20. Jahrhunderts: Meine 24 sächsischen Dichter. Hrsg. Gerhard Pötzsch, 2 CDs, Militzke Verlag, Leipzig 2009,  (ISBN 978-3-86189-935-8).

### Traductions
- Oleg Jurjew: Halbinsel Judatin, Roman. Vom Autor neugeordnete u. durchges. Fassung. Aus dem Russ. von Elke Erb unter Mitw. von Sergej Gladkich. Verlag Jung & Jung, Salzburg 2014,  (ISBN 978-3-99027-053-0).
- Wiktor Rosow: Bruder Aljoscha: Stück in 2 Akten ; (Nach e. Motiv aus Dostojewskis Roman „Die Brüder Karamasow“). Unverkäufl. [Bühnen-]Ms. Berlin: Henschelverl., Abt. Bühnenvertrieb, 1972.
- Marina Zwetajewa: Sechs Gedichte von Marina Zwetajewa: = (S̆estʹ stichotvorenij Mariny Cvetaevoj) (1973): Suite f. A. u. Klav. ; op. 143. Part. (Hrsg. u. übers. v. Elke Erb), Leipzig: Ed. Peters, 1978.
- Marina Zwetajewa: Das Haus am Alten Pimen: eine Auswahl. 1. Aufl. Reclams Universal-Bibliothek, Bd. 1247 : Belletristik. Leipzig: Reclam, 1989.
- Oleg Jurjew: Die russische Fracht: Roman. Übersetzt von Elke Erb. Frankfurt, M: Suhrkamp, 2009.
- Oleg Jurjew: Halbinsel Judatin, Roman. Vom Autor neugeordnete und durchges. Fassung. Aus dem Russ. von Elke Erb unter Mitw. von Sergej Gladkich. Verlag Jung & Jung, Salzburg 2014,  (ISBN 978-3-99027-053-0).
- Oleg Jurjew: In zwei Spiegeln: Gedichte und Chöre (1984 - 2011). Übersetzt von Elke Erb u. a., Jung und Jung, 2012.
- Olga Martynowa: Von Tschwirik und Tschwirka: Gedichte. Übersetzt von Elke Erb und Olga Martynova, Literaturverl. Droschl, 2012.

## Prix
- 1988 : Prix Peter-Huchel pour « Kastanienallee »
- 1990 : Prix Heinrich-Mann (conjointement avec Adolf Endler)
- 1993 : Prix d'honneur de la fondation Schiller
- 1994 : Rahel Varnhagen von Ense Medal
- 1995 : Prix Erich Fried
- 1995 : Invitée d'honneur de la Villa Massimo à Rome
- 1995 : Prix littéraire Ida-Dehmel
- 1999 : Norbert Conrad Kaser Prix de la poésie lyrique
- 1999 : Prix F.-C.-Weiskopf de l'académie des arts de Berlin
- 2002 : Bénéficiaire de la bourse de la Künstlerhaus Edenkoben
- 2007 : Prix Hans-Erich-Nossack pour son œuvre globale
- 2011 : Prix des maisons littéraires
- 2011 : Prix Erlanger de la traduction de poésie[30]
- 2012 : Prix Roswitha
- 2012 : Prix Georg-Trakl de la poésie
- 2013 : Prix Ernst-Jandl[31]
- 2014 : Anke Bennholdt Thomsen Prize for Lyric Poetry de la fondation Schiller[32]
- 2016 : Liliencron Docenture de la poésie lyrique
- 2018 : Prix Mörike de la ville de Fellbach
- 2019 : Bundesverdienstkreuz
- 2020 : Prix Georg Büchner